# Friedrich Wilhelm Marpurg
Friedrich Wilhelm Marpurg (ur. 21 listopada 1718 w Seehof bei Seehausen, zm. 22 maja 1795 w Berlinie) – niemiecki teoretyk muzyki, krytyk i kompozytor.

## Życiorys
Niewiele wiadomo na temat jego wykształcenia muzycznego. W czasie studiów, przypuszczalnie w Berlinie, poznał Lessinga i Winckelmanna. Między 1746 a 1749 rokiem jako sekretarz generała Friedricha Rudolfa von Rothenburga przebywał w Paryżu, gdzie nawiązał znajomość m.in. z Wolterem i Rameau. Po powrocie do Niemiec poświęcił się głównie pisarstwu muzycznemu. W latach 1749–1750 wydawał periodyk Der critische Musicus an der Spree. Od 1763 roku był pracownikiem pruskiej loterii państwowej, od 1766 roku pełnił natomiast funkcję jej dyrektora.

## Twórczość
Był zwolennikiem teorii afektów. Przeniósł na grunt niemiecki poglądy harmoniczne Jeana-Philippe’a Rameau. Przetłumaczył na język niemiecki Elémens de musique d’Alemberta. Był autorem traktatów i podręczników z dziedziny generałbasu, kompozycji, kontrapunktu, harmonii i gry na fortepianie. Polemizował z Georgiem Andreasem Sorgem i Johannem Philippem Kirnbergerem.
Jako kompozytor był reprezentantem szkoły berlińskiej. Komponował sonaty, pieśni i utwory przeznaczone na instrumenty klawiszowe. Działał też jako wydawca muzyczny. Był jednym z pierwszych krytyków dorobku Johanna Sebastiana Bacha, napisał wstęp do drugiego wydania Kunst der Fuge (1752).

## Prace
(na podstawie materiałów źródłowych)

- periodyk Der critische Musicus an der Spree (1749–1750), wyd. zbiorcze Des critischen Musicus an der Spree erster Band (Berlin 1750)
- Die Kunst das Clavier zu spielen, durch den Verfasser des critischen Musicus an der Spree (Berlin 1750)
- Abhandlung von der Fuge nach dem Grundsätzen der besten deutschen und ausländischen Meister (2 tomy, Berlin 1753–1754)
- Historisch-kritische Beyträge zur Aufnahme der Musik (5 tomów, Berlin 1754–1778)
- Anleitung zum Clavierspielen der schönen Ausübung der heutigen Zeit gemass (Berlin 1755)
- Principes de clavecin (Berlin 1756)
- Anfangsgründe der theoretischen Musik (Lipsk 1757)
- An Leitung zur Singcomposition (Berlin 1758)
- Handbuch bey dem Generalbasse und der Composition mit zwey – drei – vier – fünf- sechs – sieben – acht und mehreren Stimmen (3 tomy, Berlin 1755–1758)
- Kritische Enleitung in die Geschichte und Lehrsätze der alten und neuen Musik (Berlin 1759)
- Herrn Georg Andreas Sorgens Anleitung zur Generalbass und zur Composition, mit Anmerkungen (Berlin 1760)
- tygodnik Kritische Briefe über die Tonkunst, mit kleinen Clavierstücken und Singoden begleitet, von einer musikalischen Gesselschaft in Berlin (Berlin 1760–1764)
- Anleitung zur Musik überhaupt, und zur Singkunst besonders mit Uebungsexampeln erläutert (Berlin 1763)
- Versuch über die musikalische Temperatur, nebst einem Anhang über den Rameau- und Kirnbergerschen Grundbass (Wrocław 1776)
- Legende einiger Musikheiligen: Ein nachtrag zur den musikalischen Almanachen und Taschenbüchern jetziger Zeit, von Simeon Metaphrastes, dem Jüngern (Kolonia 1786)
- Neue Methode allerley Arten von Tempretaturen dem Claviere aufs Bequemste mitzutheilen (Berlin 1790)